# Hochschule Worms
Die Hochschule Worms (University of Applied Sciences) ist eine betriebswirtschaftlich-technisch orientierte Fachhochschule im rheinland-pfälzischen Worms.
Rund 3.200 Studierende (Sommersemester 2023) werden in 38 Studiengängen von 68 Professoren und etwa 100 Lehrbeauftragten betreut.

## Geschichte

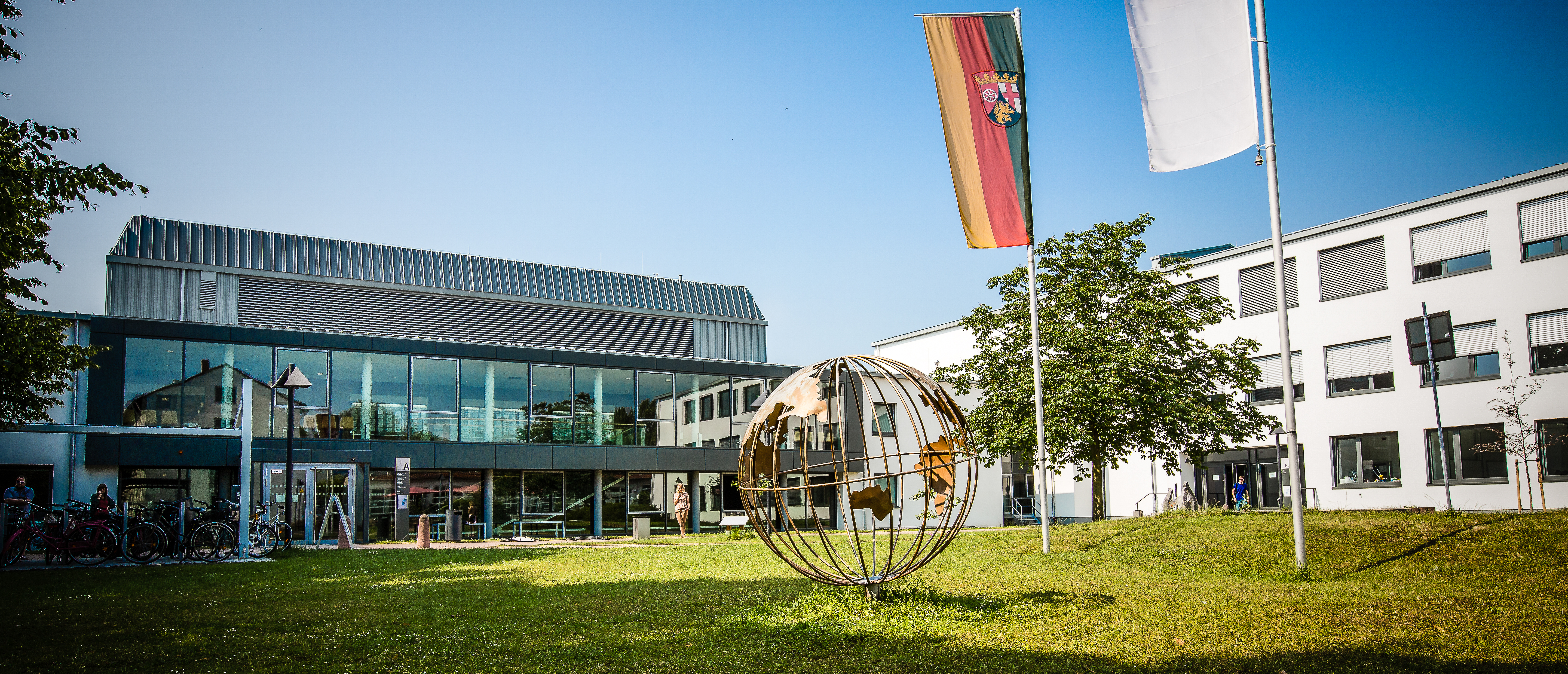
Campus der Hochschule Worms

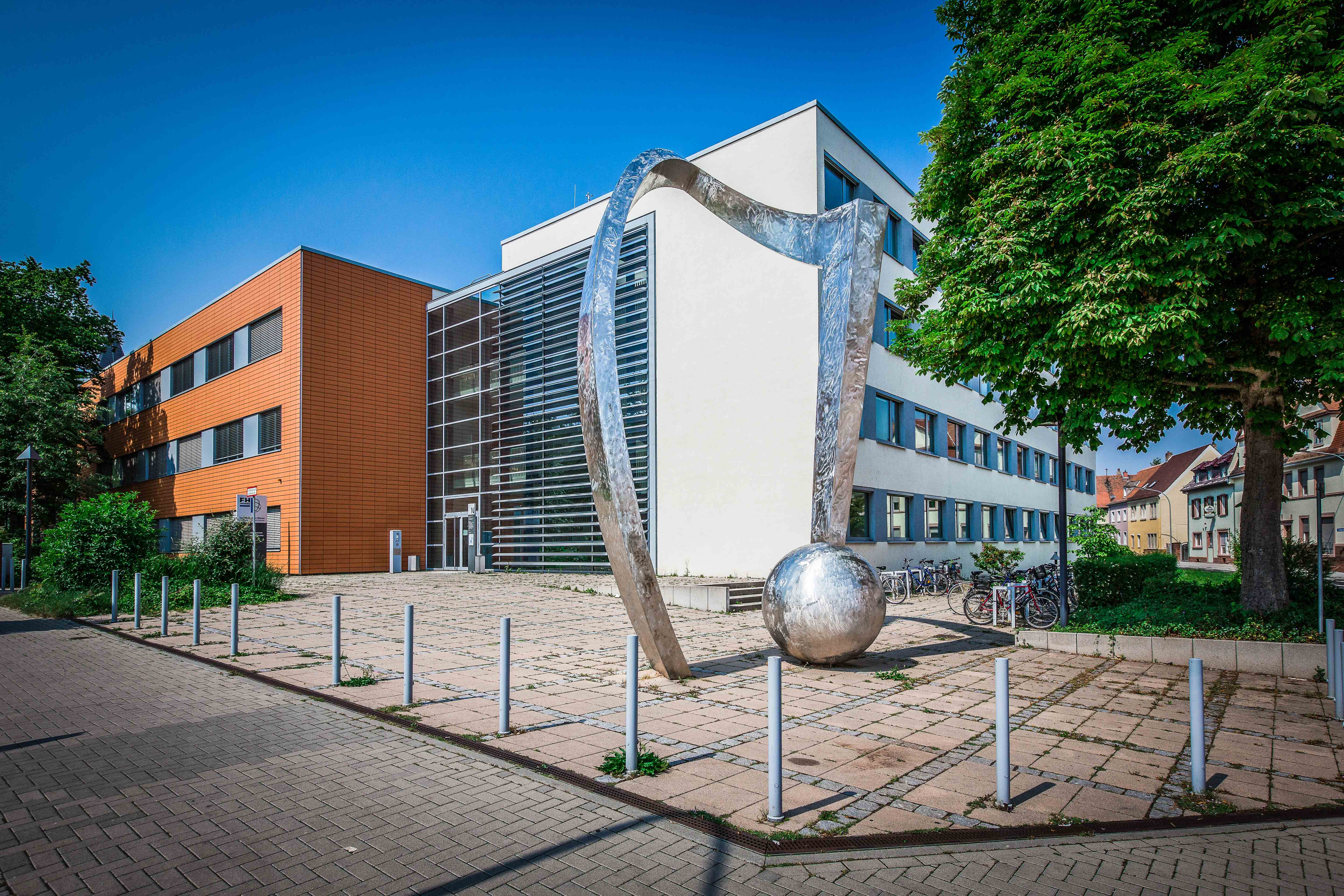
Hochschule Worms Gebäude N

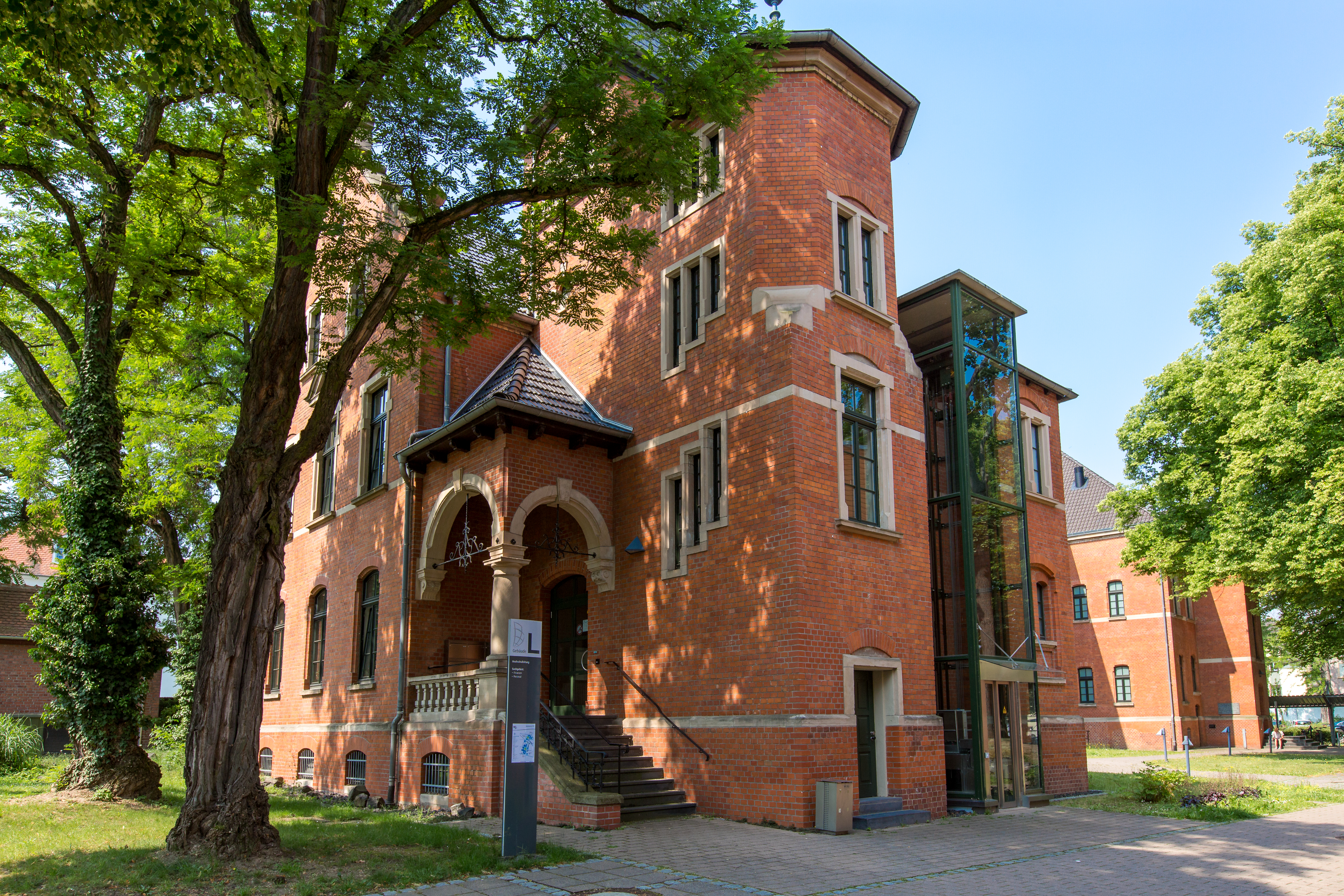
Verwaltungsgebäude der Hochschule Worms

### Erziehungswissenschaftliche Hochschule
- 1949: Gründung als „Pädagogische Akademie“
- 1960: Umbenennung in „Pädagogische Hochschule“
- 1969: Umbenennung in „Erziehungswissenschaftliche Hochschule“
- 1977: Konzentration der rheinland-pfälzischen Lehrerausbildung in Landau und Koblenz

### Fachhochschule
- 1978: Umwandlung in die Abteilung Ludwigshafen/Worms der Fachhochschule Rheinland-Pfalz
- 1996: Eigenständigkeit der Fachhochschule Worms
- 2015: Umbenennung in „Hochschule Worms“; weiterhin Status einer Fachhochschule[5]

### Studierendenzahlen
- 1969: ca. 800
- 1982: ca. 1200
- 2006: ca. 2600
- 2010: ca. 2700
- 2013: ca. 3200
- 2014: ca. 3400
- 2020: ca. 3700
- 2023: ca. 3200

## Kurzporträt
Die Hochschule Worms hat rund 3.200 Studierende (Sommersemester 2023), die in den drei Fachbereichen Informatik, Touristik/Verkehrswesen und Wirtschaftswissenschaften studieren. Das Studienangebot umfasst sowohl betriebswirtschaftliche als auch technische Bachelor- und Masterstudiengänge. Einige dieser Studiengänge können auch dual im Praxisverbund studiert werden. Berufsbegleitende MBA-Studiengänge werden ebenfalls angeboten. Zahlreiche Unternehmenskooperationen ermöglichen mit ständigem Praxisbezug zu studieren und bereits während des Studiums wertvolle Kontakte für den Berufseinstieg zu knüpfen. Auch Doppelabschlüsse werden an der Hochschule Worms angeboten.
Eine Besonderheit der Hochschule Worms ist die internationale Ausrichtung. Derzeit gibt es Kooperationsverträge mit über 180 Hochschulen in mehr als 50 Ländern der Welt. An zahlreichen Partnerhochschulen besteht die Möglichkeit, einen Doppelbachelor oder auch einen Doppelmaster zu erwerben. Partnerhochschulen gibt es in Europa, Asien, Australien, Nordamerika und Südamerika.

## Studienangebot
Die Hochschule Worms bietet Studienangebote in den Fachbereichen Informatik, Touristik/Verkehrswesen und Wirtschaftswissenschaften.
Bachelor-Studiengänge:
- Air Traffic Management (B.Sc.) - dual
- Angewandte Informatik (B.Sc.) auch dual
- Aviation Management (B.A.) auch dual
- Aviation Management and Piloting (B.Sc.) - dual
- Digital Business Management (B.A.) auch dual
- Digital Marketing (B.A.)
- Global Trade Management (B.A.) auch dual
- Handels- und Vertriebsmanagement (B.A.) auch dual
- International Management (B.A.) auch dual
- Internationales Logistikmanagement (B.A.) auch dual
- Steuerlehre (B.A.) auch dual
- Tourism and Travel Management (B.A.) auch dual
- Wirtschaftsinformatik (B.Sc.) auch dual

Master-Studiengänge:
- Angewandte Informatik (M.Sc.) auch dual
- Aviation Management (MBA)
- Business Travel Management (MBA)
- Entrepreneurship (M.A.) auch dual
- Global Trade Management (M.A.) auch dual
- International Management (M.A.) auch dual
- International Tourism Management (M.A.)
- Kommunalwirtschaft (M.A.) (Studiengang befindet sich aktuell im Akkreditierungsprozess)[8]
- Taxation (M.A.) auch dual
- Wirtschaftsinformatik (M.Sc.) auch dual
- Entrepreneurship (M.A.) auch dual

## Hochschulleitung
Präsident
Alexandra Nonnenmacher
Vizepräsident
Hans Rück, Zdravko Bozakov
Kanzlerin
Kerstin Henzel

### Kuratorium
In das die Hochschule beratende Kuratorium wurden folgende Personen berufen:
- Stephanie Lohr, Vorsitzende, Bürgermeisterin der Stadt Worms
- Stefan Zindler, stellv. Vorsitzender, Geschäftsführer der Rheinland-Pfalz Tourismus
- Andreas Adam, Geschäftsführer ajco Solutions
- Susanne Gremm, Geschäftsführerin VSK-Technik Kübler
- Jens Guth, Mitglied des Landtags Rheinland-Pfalz
- Andreas Hilgenstock, Mitglied im Vorstand Engelhorn
- Corinna Karetta, stellv. Vorstandsmitglied Rheinhessen Sparkasse
- Alexandra Kohlmann, Managing Director ROWE Mineralölwerk
- Ismet Koyun, Geschäftsführer der Kobil Systems
- Holger Lemanczyk, Global DBS Transformation Officer SAP
- Pia Schellhammer, Mitglied des Landtags Rheinland-Pfalz
- Christa Stienen, Mitglied im Aufsichtsrat Aramak
- Evelyn Thome, Mitglied des Vorstands der Röchling

Die aktuelle Amtszeit geht vom 1. Oktober 2023 bis 30. September 2028.

### Hochschulrat
In den Hochschulrat wurden folgende Personen berufen:
- Thomas Grünewald, Vorsitzender, Präsident der Hochschule Niederrhein
- Dominique Döttling, stellv. Vorsitzende, Geschäftsführerin, Döttling & Partner Beratungsgesellschaft Mainz
- Benno Feldmann, stellv. Vorsitzender, Fachbereich Wirtschaftswissenschaften, Hochschule Worms
- Mathias Dornoff, Studium der Steuerlehre, Hochschule Worms
- Nicole Graf, Rektorin der DHBW Heilbronn
- Ulrike Michel, Group Controlling, Deutsche Telekom
- Angela Petermöller, Leiterin des Rechenzentrums, Hochschule Worms
- Carlo Simon, Fachbereich Informatik, Hochschule Worms
- Michael Suden, Executive Director Germany South, Fiege Logistik, Worms
- Andreas Wilbers, Fachbereich Touristik/Verkehrswesen, Hochschule Worms

Die aktuelle Amtszeit geht vom 1. Januar 2024 bis 31. Dezember 2028.